# Jiangyin
Jiangyin (cinese semplificato: 江阴; cinese tradizionale: 江陰;  dialetto di Jiangyin: [kɐ̞ŋ.jɪŋ]) è una città nella provincia dello Jiangsu sul Fiume Azzurro. Ha una popolazione di 1,2 milioni di abitanti (est. 2009).